# 1,1,2,2-tetrachloorethaan
1,1,2,2-tetrachloorethaan is een zeer toxische organische verbinding met als brutoformule C2H2Cl4. Het is een kleurloze vloeistof met een kenmerkende geur. De stof wordt gebruikt als oplosmiddel in de organische chemie en als koudemiddel (onder de naam R-130).

## Toxicologie en veiligheid
De stof ontleedt bij verbranding onder invloed van lucht, vocht en UV-licht, met vorming van giftige en corrosieve gassen, onder andere waterstofchloride en fosgeen. Ze reageert hevig met alkalimetalen, sterke basen en vele metalen in poedervorm, waarbij giftige en explosieve gassen ontstaan. 1,1,2,2-tetrachloorethaan tast kunststoffen en rubber aan.